# Twarz anioła (film 1953)
Twarz anioła – amerykański film noir, którego premiera odbyła się w 1953 roku. Kryminał wyreżyserowany został przez Ottona Premingera.

## Obsada
- Robert Mitchum – Frank Jessup
- Jean Simmons – Diane Tremayne Jessup
- Mona Freeman – Mary Wilton
- Herbert Marshall – Charles Tremayne
- Leon Ames – Fred Barrett
- Barbara O’Neil – Catherine Tremayne
- Kenneth Tobey – Bill Crompton
- Raymond Greenleaf – Arthur Vance
- Griff Barnett – sędzia
- Robert Gist – Miller
- Morgan Farley – sędzia przysięgły
- Jim Backus – prokurator okręgowy Judson